# Manuel Allendesalazar Muñoz
Manuel Allendesalazar y Muñoz de Salazar (Guernica, 24 agosto 1856 – Madrid, 17 maggio 1923) è stato un politico spagnolo.
È stato Presidente del Consiglio due volte: dal 12 dicembre 1919 al 5 maggio 1920 e dal 13 marzo al 14 agosto 1921.

## Onorificenze
Cavaliere di Gran Croce dell'Ordine Piano